# Сетцу
Сетцу (итал. Setzu) — коммуна в Италии, располагается в регионе Сардиния, в провинции Южная Сардиния.
Население составляет 134 человек (30-06-2019), плотность населения составляет 17,25 чел./км². Занимает площадь 7,77 км². Почтовый индекс — 9029. Телефонный код — 070.
Покровителем коммуны почитается святой Леонард Ноблакский, празднование 6 ноября.

## Демография
Динамика населения:

## Администрация коммуны
- Официальный сайт: https://web.archive.org/web/20050209043341/http://www.setzu.it/

## Примечание
1. ↑  Statistiche demografiche ISTAT. demo.istat.it. Дата обращения: 16 ноября 2019. Архивировано 24 июля 2019 года.